# Tomentella subclavigera
Tomentella subclavigera är en svampart som beskrevs av Litsch. 1933. Tomentella subclavigera ingår i släktet Tomentella och familjen Thelephoraceae.  Arten är reproducerande i Sverige. Inga underarter finns listade i Catalogue of Life.